# Aubert Vanderlinden
Pour les articles homonymes, voir Vanderlinden.
Aubert Vanderlinden est un danseur belge né en 1985.
Après des  cours de danse chez Piotr Nardelli, Aubert Vanderlinden fait ses classes à l'école de danse de l'Opéra de Paris et entre en 2003 dans le corps de ballet de l'Opéra. Durant la saison 2004-2005, il a notamment participé à la création de Ich bin... de Susanne Linke, et a fait ses débuts de chorégraphe lors de la soirée organisée à l'Amphithéâtre Bastille, avec une pièce intitulée In memoriam.
En 2006, il a remporté une médaille de bronze dans la catégorie senior au 22e Concours international de ballet de Varna, en Bulgarie.